# 朗库尔
朗库尔（法語：Rancourt，法語發音：[ʁɑ̃kuʁ] ⓘ）是法国上法蘭西大區索姆省的一个市镇，属于佩罗讷区。

## 地理
朗库尔（50°0'15"N, 2°54'31"E）面积2.91 平方千米，位于法国上法蘭西大區索姆省，该省份为法国北部沿海省份，北起加来海峡省和北部省，西接滨海塞纳省和大西洋英吉利海峡，南至瓦兹省，东临埃纳省。
与朗库尔接壤的市镇（或旧市镇、城区）包括：布沙韦讷-卑尔根、索姆河畔克莱里、孔布勒、莫尔帕、萨伊-萨伊塞勒。

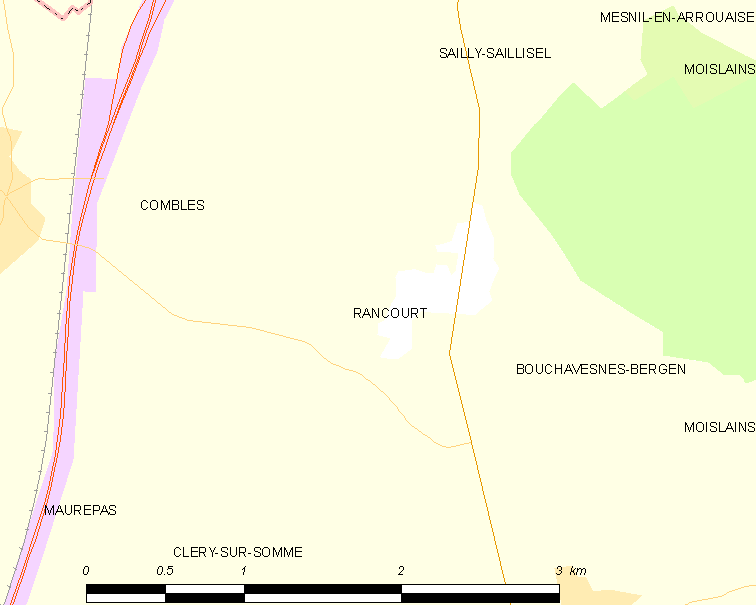
朗库尔的OSM定位图

朗库尔的时区为UTC+01:00、UTC+02:00（夏令时）。

## 行政
朗库尔的邮政编码为80360，INSEE市镇编码为80664。

## 政治
朗库尔所属的省级选区为佩罗讷县。

## 人口

1962-2008年间朗库尔人口变化图示

朗库尔于2022年1月1日时的人口数量为189人。